# Ингълуд
Ингълуд (на английски: Inglewood) е град в окръг Лос Анджелис в щата Калифорния, САЩ. Ингълуд е с население от 112 580 жители (2000) и обща площ от 23,70 км² (9,10 мили²). Ингълуд получава статут на град на 8 февруари 1908 г.

## Известни личности
Родени в Ингълуд
- Джоузеф Акаба (р. 1967), космонавт
- Беки Джи (Ребека Мари Гомес) (р.1997), певица и актриса

Починали в Ингълуд
- Сам Пекинпа (1925 – 1984), режисьор
- Хуан Тисол (1900 – 1984), музикант

Други
- Тайра Банкс, супермодел, израснала в Ингълуд